# Morfinan
Morfinan je osnova hemijske strukture velike hemijske klase psihoaktivnih lekova, koja obuhvata opioidne analgetike, supresante kašlja i disocijativne halucinogene, između ostalog.

## Hemijski derivati
Direktni derivati morfinana su:
- Dekstralorfan
- Dekstrometorfan
- Dekstrorfanol
- Dimemorfan
- Levalorfan
- Levofuretilnormorfanol
- Levometorfan
- Levofenacilmorfan
- Levorfanol
- Metorfan
- Morfanol
- Oksilorfan
- Fenomorfan
- Ksorfanol

Dalji derivati su:
- Butorfanol
- Ciprodim
- Drotebanol
- Nalbufin
- Sinomenin

Derivati su i:
- Morfin (i analozi)

## Hemijski srodna jedinjenja
- Hasubanan
- Hasubanonin

## Spoljašnje veze
|  | Molimo Vas, obratite pažnju na važno upozorenje u vezi sa temama iz oblasti medicine (zdravlja). |